# セス・B・ニコルソン
セス・バーンズ・ニコルソン（Seth Barnes Nicholson、1891年11月12日 – 1963年7月2日）は、アメリカ合衆国の天文学者である。木星の衛星4個を発見し、赤外線による天体観測を行った。

## 経歴
イリノイ州スプリングフィールドで生まれた。ドレーク大学で学んだ。1914年カリフォルニア大学のリック天文台で、発見されたばかりの木星の衛星パシファエ を観測中に新しい衛星シノーペを発見し、その軌道の計算で1915年に学位を得た。
経歴のすべてをウィルソン山天文台で過ごし、1938年に木星の衛星、リシテア、カルメ、1951年にアナンケを発見した。他に、トロヤ群の小惑星(1647) Menelausなど2つの小惑星を発見し、いくつかの彗星の軌道、冥王星の軌道を計算した。
ニコルソンの発見した4個の木星の衛星は、ニコルソンが命名することに消極的であったので、1975年まで "Jupiter IX"、 "Jupiter X"、 "Jupiter XI"、 "Jupiter XII"と呼ばれていた。
太陽活動の研究も行い、定期的な太陽黒点の活動を報告し、多くの日食観測に参加しコロナの明度、温度の測定を行った。
1920年代の始めから、エディソン・プティ（ペティット：Edison Pettit）と天体の赤外線観測を行った。真空熱電対を使って、月や惑星、太陽黒点、恒星の赤外線放射を計測した。月の温度の測定結果から、薄いダストの層が断熱体のとして働くとした。温度の測定により、太陽系近傍の赤色巨星の大きさの決定を初めて行った。
1943年から1955年の間に太平洋天文学会誌の編集をおこない、2度会長を務めた。

## 賞
- ブルース・メダル（1963年）

## エポニム
- ニコルソン (小惑星) [2]